# Félines-Minervois
Pour les articles homonymes, voir Félines.
Félines-Minervois (en occitan Felina de Menerbés) est une commune française située dans le sud-ouest du département de l'Hérault, en région Occitanie.
Exposée à un climat méditerranéen, elle est drainée par l'Ognon, le ruisseau de Canet, le ruisseau de Linze, le ruisseau du Cros et par divers autres petits cours d'eau. La commune possède un patrimoine naturel remarquable : un site Natura 2000 (les « causses du Minervois ») et six zones naturelles d'intérêt écologique, faunistique et floristique.
Félines-Minervois est une commune rurale qui compte 505 habitants en 2022.  Ses habitants sont appelés les Félinois ou  Félinoises.

## Géographie

### Localisation
C'est la commune la plus à l'ouest du département de l'Hérault. Située à l'extrême sud du Massif central, sur le versant méridional de la Montagne Noire. Elle est limitrophe du département de l'Aude.

### Communes limitrophes
Les communes limitrophes sont  Cassagnoles, Caunes-Minervois, Citou, La Livinière, Lespinassière, Peyriac-Minervois et Trausse.
| Lespinassière (Aude)    | Cassagnoles       |                          |
| Citou (Aude)            | Félines-Minervois | La Livinière             |
| Caunes-Minervois (Aude) | Trausse (Aude)    | Peyriac-Minervois (Aude) |

### Climat
Pour des articles plus généraux, voir Climat de l'Occitanie et Climat de l'Hérault.
En 2010, le climat de la commune est de type climat méditerranéen franc, selon une étude s'appuyant sur une série de données couvrant la période 1971-2000. En 2020, Météo-France publie une typologie des climats de la France métropolitaine dans laquelle la commune est exposée à un climat méditerranéen et est dans la région climatique  Provence, Languedoc-Roussillon, caractérisée par une pluviométrie faible en été, un très bon ensoleillement (2 600 h/an), un été chaud (21,5 °C), un air très sec en été, sec en toutes saisons, des vents forts (fréquence de 40 à 50 % de vents > 5 m/s) et peu de brouillards.
Pour la période 1971-2000, la température annuelle moyenne est de 14,1 °C, avec une amplitude thermique annuelle de 15,9 °C. Le cumul annuel moyen de précipitations est de 827 mm, avec 8,3 jours de précipitations en janvier et 3,9 jours en juillet. Pour la période 1991-2020, la température moyenne annuelle observée sur la station météorologique la plus proche, située sur la commune de Caunes-Minervois à 6 km à vol d'oiseau, est de 13,9 °C et le cumul annuel moyen de précipitations est de 768,1 mm,. Pour l'avenir, les paramètres climatiques de la commune estimés pour 2050 selon différents scénarios d'émission de gaz à effet de serre sont consultables sur un site dédié publié par Météo-France en novembre 2022.

### Milieux naturels et biodiversité

#### Réseau Natura 2000

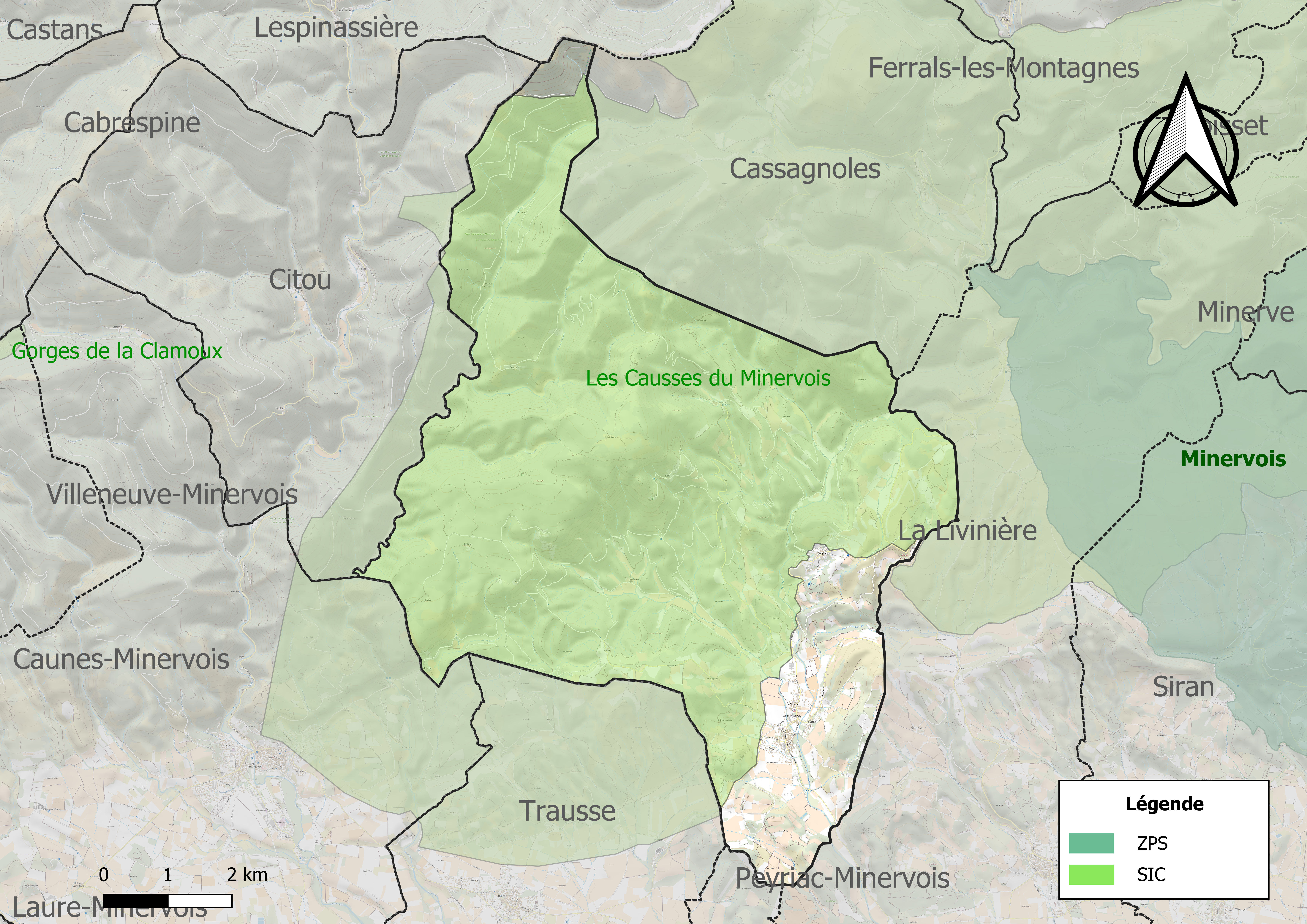
Site Natura 2000 sur le territoire communal.

Le réseau Natura 2000 est un réseau écologique européen de sites naturels d'intérêt écologique élaboré à partir des directives habitats et oiseaux, constitué de zones spéciales de conservation (ZSC) et de zones de protection spéciale (ZPS).
Un site Natura 2000 a été défini sur la commune au titre de la directive habitats : « les causses du Minervois », d'une superficie de 21 805 ha, importants pour la conservation des gîtes et zones de chasse des chauves-souris cavernicoles que sont le Rhinolophe euryale, le Minioptère de Schreibers et le Murin de Capaccini.

#### Zones naturelles d'intérêt écologique, faunistique et floristique
L’inventaire des zones naturelles d'intérêt écologique, faunistique et floristique (ZNIEFF) a pour objectif de réaliser une couverture des zones les plus intéressantes sur le plan écologique, essentiellement dans la perspective d’améliorer la connaissance du patrimoine naturel national et de fournir aux différents décideurs un outil d’aide à la prise en compte de l’environnement dans l’aménagement du territoire.
Quatre ZNIEFF de type 1 sont recensées sur la commune :
- la « crête rocheuse de la Bourrasse » (398 ha), couvrant 4 communes dont deux dans l'Aude et deux dans l'Hérault[12] ;
- les « crêtes de Tarigoule et du Rasès » (692 ha), couvrant 2 communes du département[13] ;
- les « garrigues de Jappeloup » (286 ha), couvrant 2 communes dont une dans l'Aude et une dans l'Hérault[14] ;
- la « Gorge du Cros et causse de la Planette » (1 552 ha), couvrant 4 communes dont deux dans l'Aude et deux dans l'Hérault[15] ;

et deux ZNIEFF de type 2, : 
- les « crêtes et pièmonts de la montagne Noire » (27 188 ha), couvrant 26 communes dont 24 dans l'Aude et deux dans l'Hérault[16] ;
- le « Haut Minervois » (21 605 ha), couvrant 26 communes dont cinq dans l'Aude et 21 dans l'Hérault[17].

Carte des ZNIEFF de type 1 et 2 à Félines-Minervois.
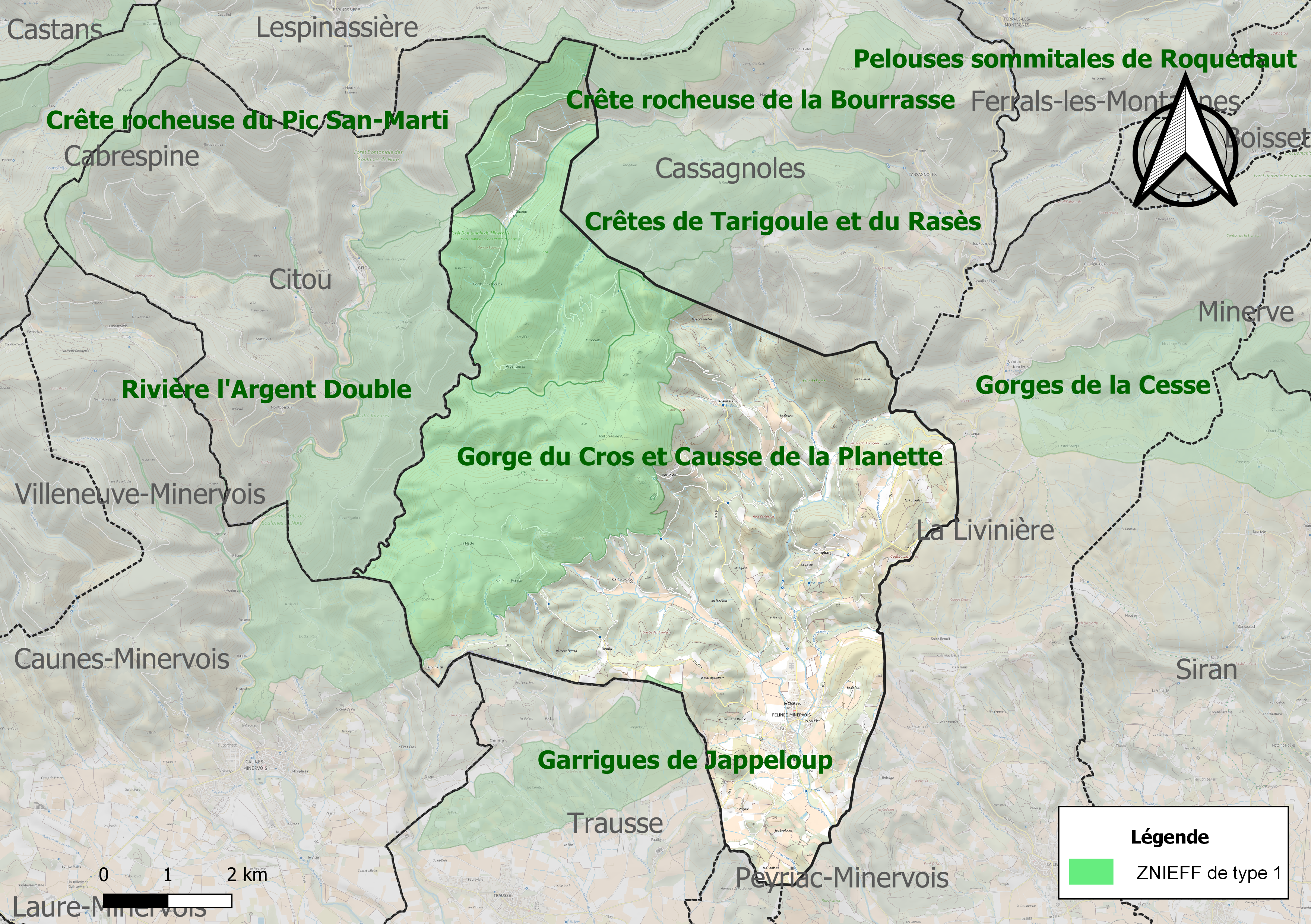
Carte des ZNIEFF de type 1 sur la commune.
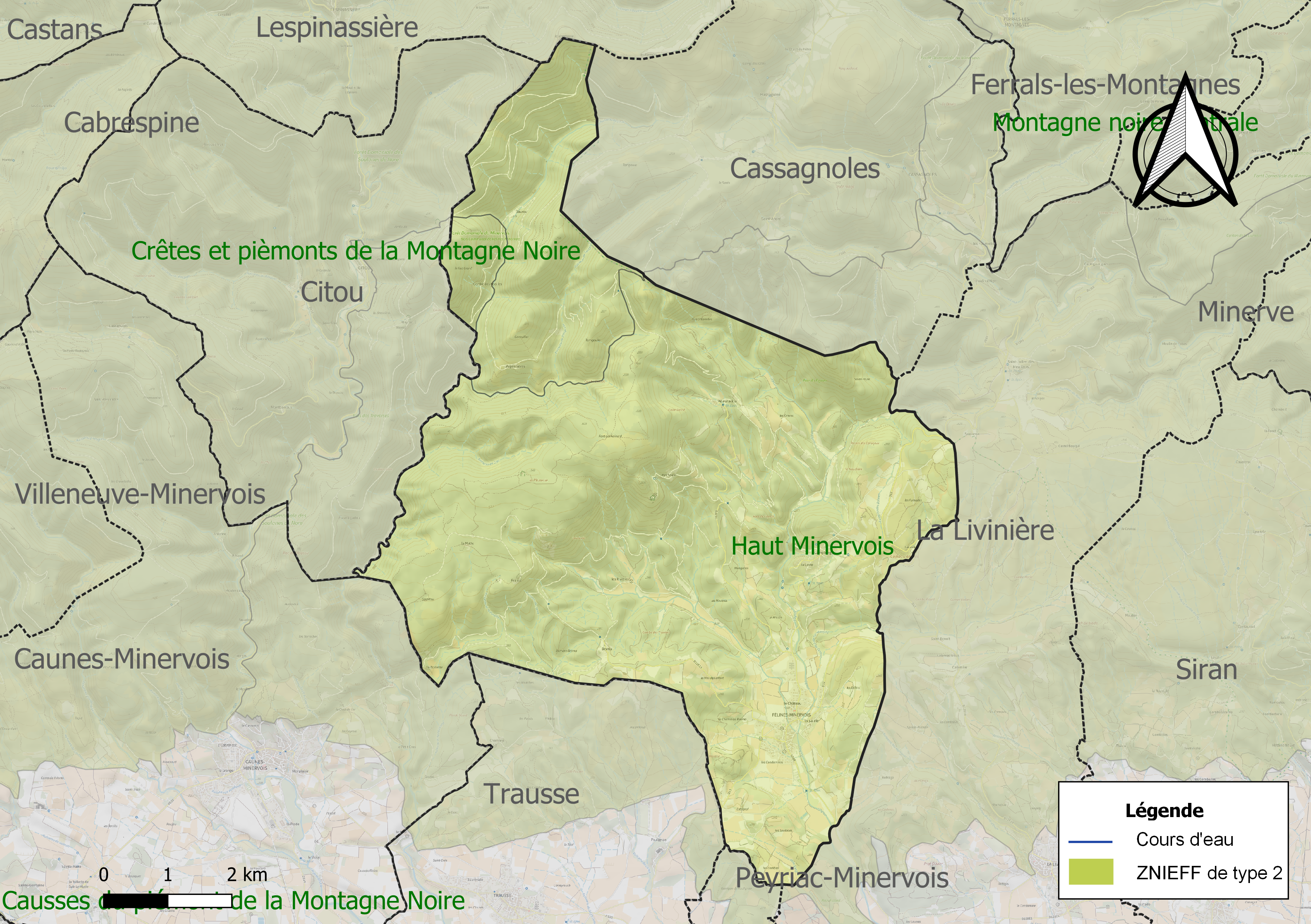
Carte des ZNIEFF de type 2 sur la commune.

## Urbanisme

### Typologie
Au 1er janvier 2024, Félines-Minervois est catégorisée commune rurale à habitat dispersé, selon la nouvelle grille communale de densité à sept niveaux définie par l'Insee en 2022.
Elle est située hors unité urbaine et hors attraction des villes,.

### Occupation des sols
L'occupation des sols de la commune, telle qu'elle ressort de la base de données européenne d’occupation biophysique des sols Corine Land Cover (CLC), est marquée par l'importance des forêts et milieux semi-naturels (70,6 % en 2018), une proportion identique à celle de 1990 (70,6 %). La répartition détaillée en 2018 est la suivante : 
forêts (53,2 %), zones agricoles hétérogènes (18,3 %), milieux à végétation arbustive et/ou herbacée (17,4 %), cultures permanentes (10,1 %), zones urbanisées (0,9 %). L'évolution de l’occupation des sols de la commune et de ses infrastructures peut être observée sur les différentes représentations cartographiques du territoire : la carte de Cassini (XVIIIe siècle), la carte d'état-major (1820-1866) et les cartes ou photos aériennes de l'IGN pour la période actuelle (1950 à aujourd'hui).

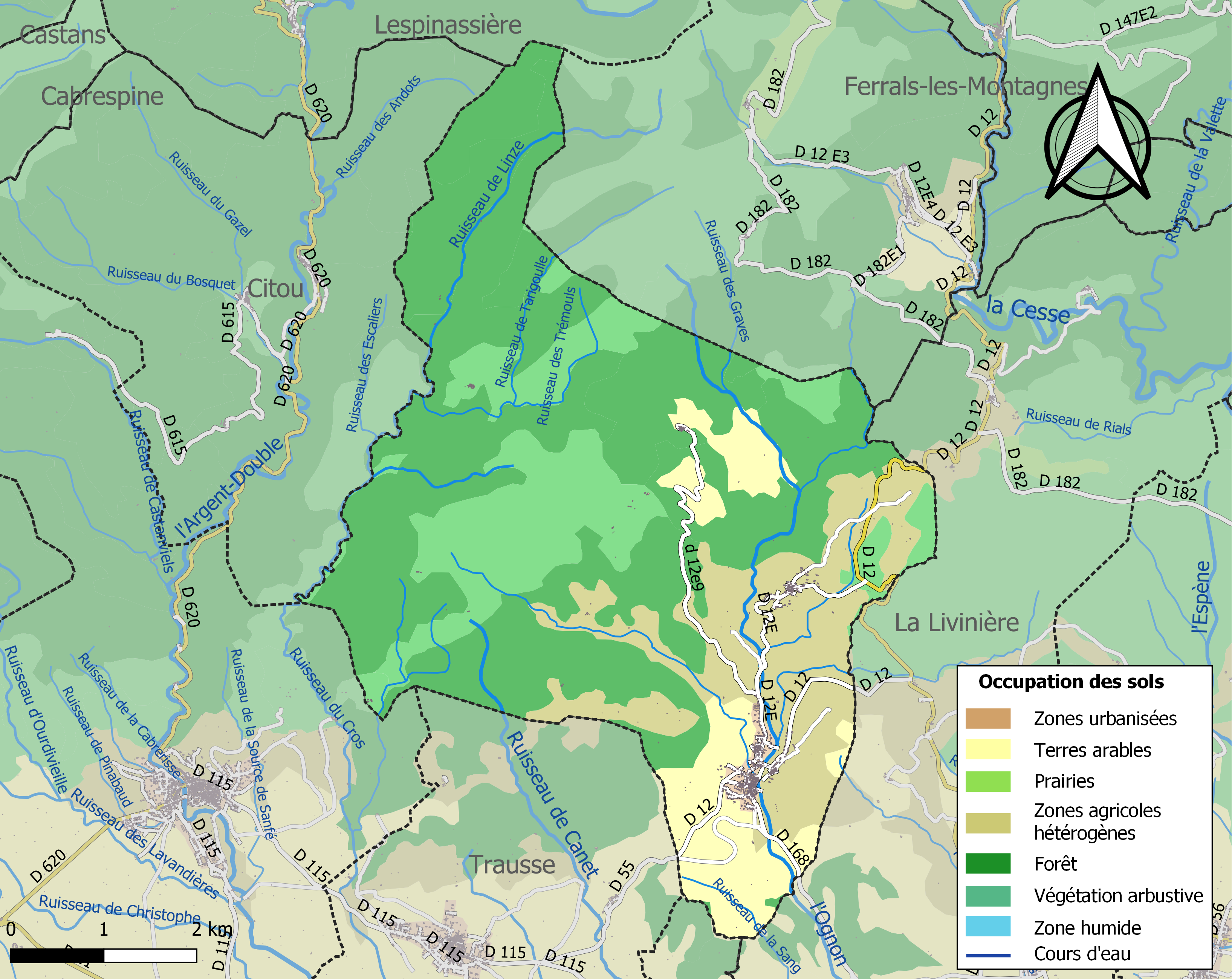
Carte des infrastructures et de l'occupation des sols de la commune en 2018 (CLC).

### Risques majeurs
Le territoire de la commune de Félines-Minervois est vulnérable à différents aléas naturels : météorologiques (tempête, orage, neige, grand froid, canicule ou sécheresse), inondations, feux de forêts et séisme (sismicité très faible). Il est également exposé à deux risques particuliers : le risque minier et le risque de radon. Un site publié par le BRGM permet d'évaluer simplement et rapidement les risques d'un bien localisé soit par son adresse soit par le numéro de sa parcelle.

#### Risques naturels
Certaines parties du territoire communal sont susceptibles d’être affectées par le risque d’inondation par débordement de cours d'eau, notamment le ruisseau de Canet et l'Ognon. La commune a été reconnue en état de catastrophe naturelle au titre des dommages causés par les inondations et coulées de boue survenues en 1982, 1999 et 2018,.
Félines-Minervois est exposée au risque de feu de forêt. Un plan départemental de protection des forêts contre les incendies (PDPFCI) a été approuvé en juin 2013 et court jusqu'en 2022, où il doit être renouvelé. Les mesures individuelles de prévention contre les incendies sont précisées par deux arrêtés préfectoraux et s’appliquent dans les zones exposées aux incendies de forêt et à moins de 200 mètres de celles-ci. L’arrêté du 25 avril 2002 réglemente l'emploi du feu en interdisant notamment d’apporter du feu, de fumer et de jeter des mégots de cigarette dans les espaces sensibles et sur les voies qui les traversent sous peine de sanctions. L'arrêté du 11 mars 2013 rend le débroussaillement obligatoire, incombant au propriétaire ou ayant droit,.

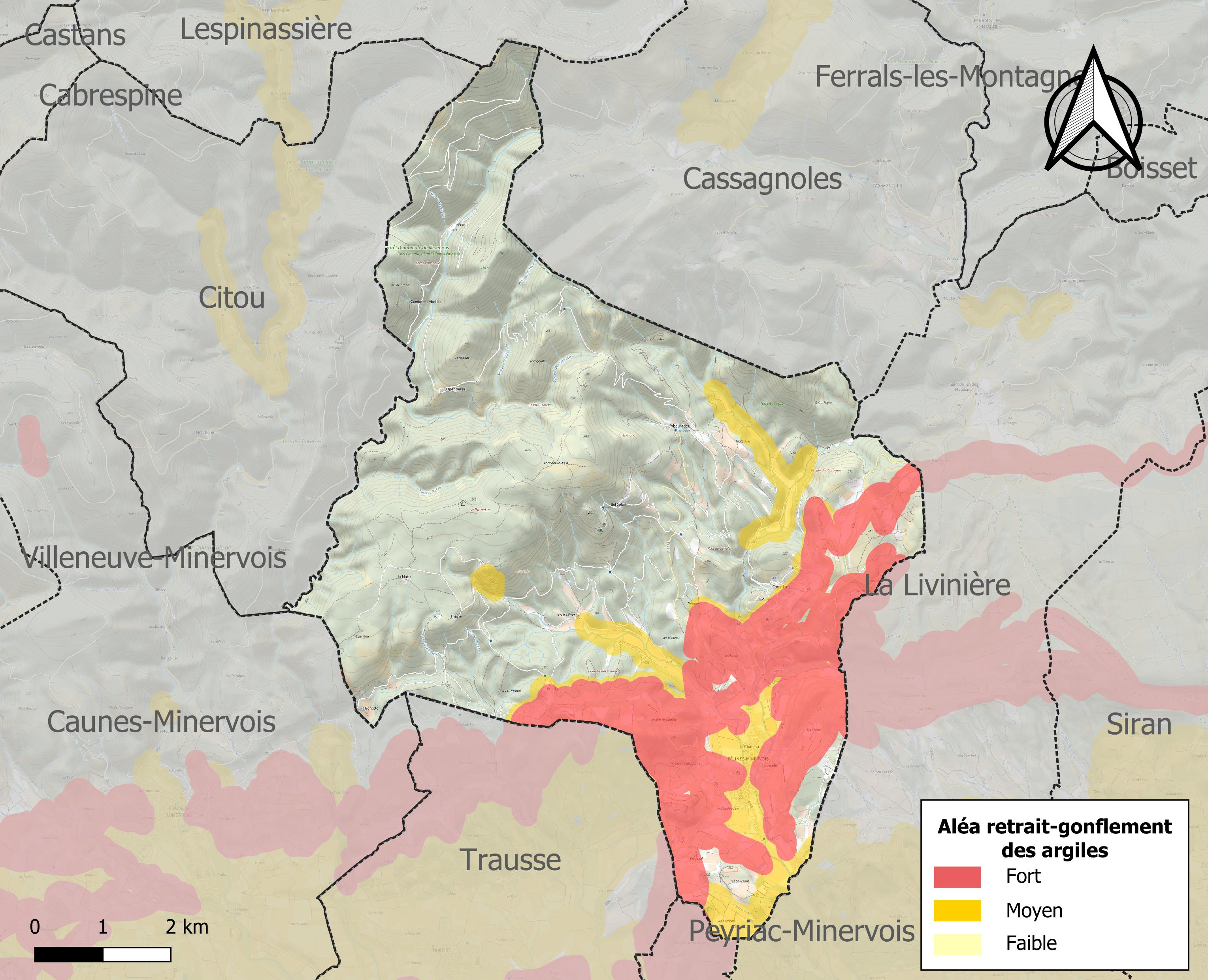
Carte des zones d'aléa retrait-gonflement des sols argileux de Félines-Minervois.

Le retrait-gonflement des sols argileux est susceptible d'engendrer des dommages importants aux bâtiments en cas d’alternance de périodes de sécheresse et de pluie. 27,8 % de la superficie communale est en aléa moyen ou fort (59,3 % au niveau départemental et 48,5 % au niveau national). Sur les 367 bâtiments dénombrés sur la commune en 2019, 322 sont en aléa moyen ou fort, soit 88 %, à comparer aux 85 % au niveau départemental et 54 % au niveau national. Une cartographie de l'exposition du territoire national au retrait gonflement des sols argileux est disponible sur le site du BRGM,.
Par ailleurs, afin de mieux appréhender le risque d’affaissement de terrain, l'inventaire national des cavités souterraines permet de localiser celles situées sur la commune.

#### Risque particulier
L’étude Scanning de Géodéris réalisée en 2008 a établi pour le département de l’Hérault une identification rapide des zones de risques miniers liés à l’instabilité des terrains.  Elle a été complétée en 2015 par une étude approfondie sur les anciennes exploitations minières du bassin houiller de Graissessac et du district polymétallique de Villecelle. La commune est ainsi concernée par le risque minier, principalement lié à l’évolution des cavités souterraines laissées à l’abandon et sans entretien après l’exploitation des mines.
Dans plusieurs parties du territoire national, le radon, accumulé dans certains logements ou autres locaux, peut constituer une source significative d’exposition de la population aux rayonnements ionisants. Certaines communes du département sont concernées par le risque radon à un niveau plus ou moins élevé. Selon la classification de 2018, la commune de Félines-Minervois est classée en zone 2, à savoir zone à potentiel radon faible mais sur lesquelles des facteurs géologiques particuliers peuvent faciliter le transfert du radon vers les bâtiments.

## Héraldique
| Blason de Félines-Minervois | Les armes de Félines-Minervois se blasonnent ainsi : d'or, à deux fasces de sable accompagnées de six coqs du même, 3,2,1. |

## Histoire

### Préhistoire et Antiquité
Aux limites de la commune, dans les grottes de l'Abeurador sises dans la Montagne noire, ont été découverts des pépins de lambrusques datés de 10 000 ans.

### Moyen Âge
Au Moyen Âge, Félines, de même que Cassagnoles, était fief des seigneurs de Ventajou puis de la maison de Grave dès le IXe et le XIIe siècle. Le château de Ventajou, dont les premières mentions datent de 813, fut rasé par Simon de Montfort lors de la croisade des Albigeois. Les ruines du château sont toujours visibles. Elles ont été très partiellement restaurées dans les années 2000.

### Période contemporaine
Anciennement nommé Félines-Hautpoul, en référence à la famille Hautpoul, anciens seigneurs locaux, par décret du 18 janvier 1929, Félines-Hautpoul prit le nom de Félines-Minervois.

## Politique et administration
| Période   | Période   | Identité           | Étiquette | Qualité     |
| --------- | --------- | ------------------ | --------- | ----------- |
| 1947      | 1965      | Charles Barthe     |           |             |
| 1965      | 1971      | René Mathieu       |           |             |
| 1971      | 1984      | Jean Louvière      |           |             |
| 1984      | mars 1989 | André Séguy        |           |             |
| mars 1989 | mars 2008 | Régis Agussol      |           |             |
| mars 2008 | mai 2020  | Jean-Pierre Pastre | SE        | Retraité    |
| mai 2020  | En cours  | Anne Cabrié        | SE        | Enseignante |

## Démographie
L'évolution du nombre d'habitants est connue à travers les recensements de la population effectués dans la commune depuis 1793. Pour les communes de moins de 10 000 habitants, une enquête de recensement portant sur toute la population est réalisée tous les cinq ans, les populations de référence des années intermédiaires étant quant à elles estimées par interpolation ou extrapolation. Pour la commune, le premier recensement exhaustif entrant dans le cadre du nouveau dispositif a été réalisé en 2006.

En 2022, la commune comptait 505 habitants, en évolution de +6,54 % par rapport à 2016 (Hérault : +7,49 %, France hors Mayotte : +2,11 %).
| 1793 | 1800 | 1806 | 1821 | 1831 | 1836 | 1841 | 1846 | 1851 |
| ---- | ---- | ---- | ---- | ---- | ---- | ---- | ---- | ---- |
| 595  | 619  | 702  | 758  | 888  | 891  | 859  | 836  | 809  |

| 1856 | 1861 | 1866 | 1872 | 1876 | 1881 | 1886 | 1891 | 1896 |
| ---- | ---- | ---- | ---- | ---- | ---- | ---- | ---- | ---- |
| 798  | 764  | 712  | 710  | 737  | 781  | 754  | 716  | 750  |

| 1901 | 1906 | 1911 | 1921 | 1926 | 1931 | 1936 | 1946 | 1954 |
| ---- | ---- | ---- | ---- | ---- | ---- | ---- | ---- | ---- |
| 825  | 773  | 730  | 696  | 653  | 704  | 671  | 592  | 565  |

| 1962 | 1968 | 1975 | 1982 | 1990 | 1999 | 2006 | 2011 | 2016 |
| ---- | ---- | ---- | ---- | ---- | ---- | ---- | ---- | ---- |
| 546  | 530  | 467  | 428  | 394  | 389  | 371  | 449  | 474  |

| 2021 | 2022 | - | - | - | - | - | - | - |
| ---- | ---- | - | - | - | - | - | - | - |
| 494  | 505  | - | - | - | - | - | - | - |

(résultat 2011 en attente de validation)

## Économie

### Revenus
En 2018, la commune compte 214 ménages fiscaux, regroupant 433 personnes. La médiane du revenu disponible par unité de consommation est de 18 070 € (20 330 € dans le département).

### Emploi
|                | 2008   | 2013   | 2018   |
| -------------- | ------ | ------ | ------ |
| Commune        | 8,6 %  | 11,2 % | 11,4 % |
| Département    | 10,1 % | 11,9 % | 12 %   |
| France entière | 8,3 %  | 10 %   | 10 %   |

En 2018, la population âgée de 15 à 64 ans s'élève à 259 personnes, parmi lesquelles on compte 73,8 % d'actifs (62,4 % ayant un emploi et 11,4 % de chômeurs) et 26,2 % d'inactifs,. Depuis 2008, le taux de chômage communal (au sens du recensement) des 15-64 ans est inférieur à celui du département, mais supérieur à celui de la France.
La commune est hors attraction des villes,. Elle compte 103 emplois en 2018, contre 67 en 2013 et 66 en 2008. Le nombre d'actifs ayant un emploi résidant dans la commune est de 169, soit un indicateur de concentration d'emploi de 60,7 % et un taux d'activité parmi les 15 ans ou plus de 51,3 %.
Sur ces 169 actifs de 15 ans ou plus ayant un emploi, 73 travaillent dans la commune, soit 43 % des habitants. Pour se rendre au travail, 84,4 % des habitants utilisent un véhicule personnel ou de fonction à quatre roues, 1,8 % les transports en commun, 7,8 % s'y rendent en deux-roues, à vélo ou à pied et 6 % n'ont pas besoin de transport (travail au domicile).

### Activités hors agriculture

#### Secteurs d'activités
31 établissements sont implantés  à Félines-Minervois au 31 décembre 2019. Le tableau ci-dessous en détaille le nombre par secteur d'activité et compare les ratios avec ceux du département,.
| Secteur d'activité                                                                                        | Commune | Commune | Département |
| Secteur d'activité                                                                                        | Nombre  | %       | %           |
| --- | ------- | ------- | ----------- |
| Ensemble                                                                                                  | 31      |         |             |
| Industrie manufacturière, industries extractives et autres                                                | 6       | 19,4 %  | (6,7 %)     |
| Construction                                                                                              | 1       | 3,2 %   | (14,1 %)    |
| Commerce de gros et de détail, transports, hébergement et restauration                                    | 7       | 22,6 %  | (28 %)      |
| Information et communication                                                                              | 3       | 9,7 %   | (3,3 %)     |
| Activités immobilières                                                                                    | 2       | 6,5 %   | (5,3 %)     |
| Activités spécialisées, scientifiques et techniques et activités de services administratifs et de soutien | 8       | 25,8 %  | (17,1 %)    |
| Administration publique, enseignement, santé humaine et action sociale                                    | 2       | 6,5 %   | (14,2 %)    |
| Autres activités de services                                                                              | 2       | 6,5 %   | (8,1 %)     |

Le secteur des activités spécialisées, scientifiques et techniques et des activités de services administratifs et de soutien est prépondérant sur la commune puisqu'il représente 25,8 % du nombre total d'établissements de la commune (8 sur les 31 entreprises implantées  à Félines-Minervois), contre 17,1 % au niveau départemental.

#### Entreprises et commerces
L'entreprise ayant son siège social sur le territoire communal qui génère le plus de chiffre d'affaires en 2020 est : 
- Borie De Maurel, culture de la vigne (915 k€).

### Agriculture
La commune est dans le « Minervois », une petite région agricole occupant une petite partie du sud-ouest du département de l'Hérault. En 2020, l'orientation technico-économique de l'agriculture  sur la commune est la viticulture.
|               | 1988 | 2000 | 2010 | 2020  |
| ------------- | ---- | ---- | ---- | ----- |
| Exploitations | 89   | 55   | 41   | 45    |
| SAU (ha)      | 522  | 976  | 387  | 1 598 |

Le nombre d'exploitations agricoles en activité et ayant leur siège dans la commune est passé de 89 lors du recensement agricole de 1988  à 55 en 2000 puis à 41 en 2010 et enfin à 45 en 2020, soit une baisse de 49 % en 32 ans. Le même mouvement est observé à l'échelle du département qui a perdu pendant cette période 67 % de ses exploitations,. La surface agricole utilisée sur la commune a quant à elle augmenté, passant de 522 ha en 1988 à 1598 ha en 2020. Parallèlement la surface agricole utilisée moyenne par exploitation a augmenté, passant de 6 à 36 ha.

## Culture locale et patrimoine

### Lieux et monuments

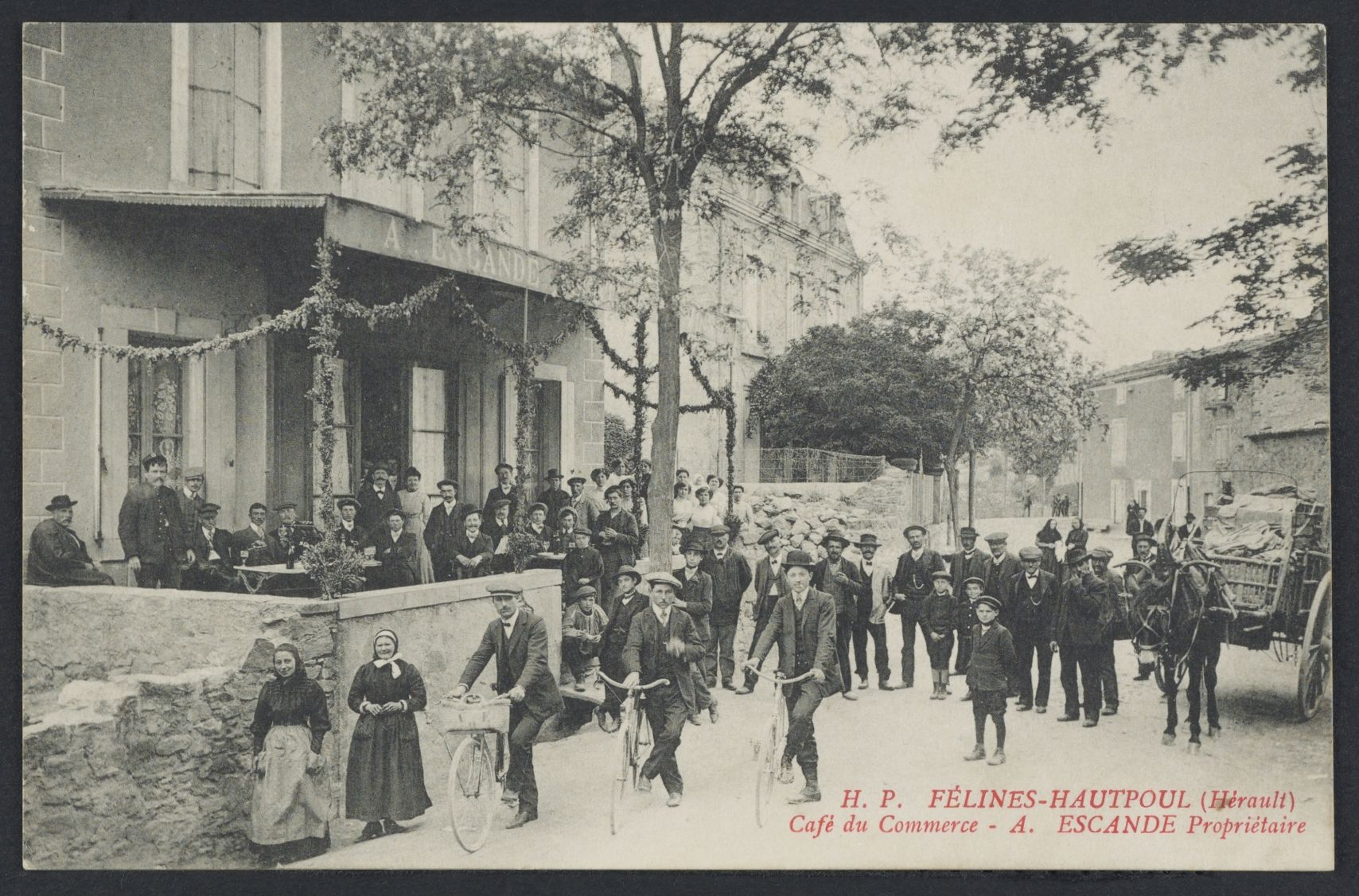
Carte postale du café du commerce (fin XIXe - début XXe siècle).

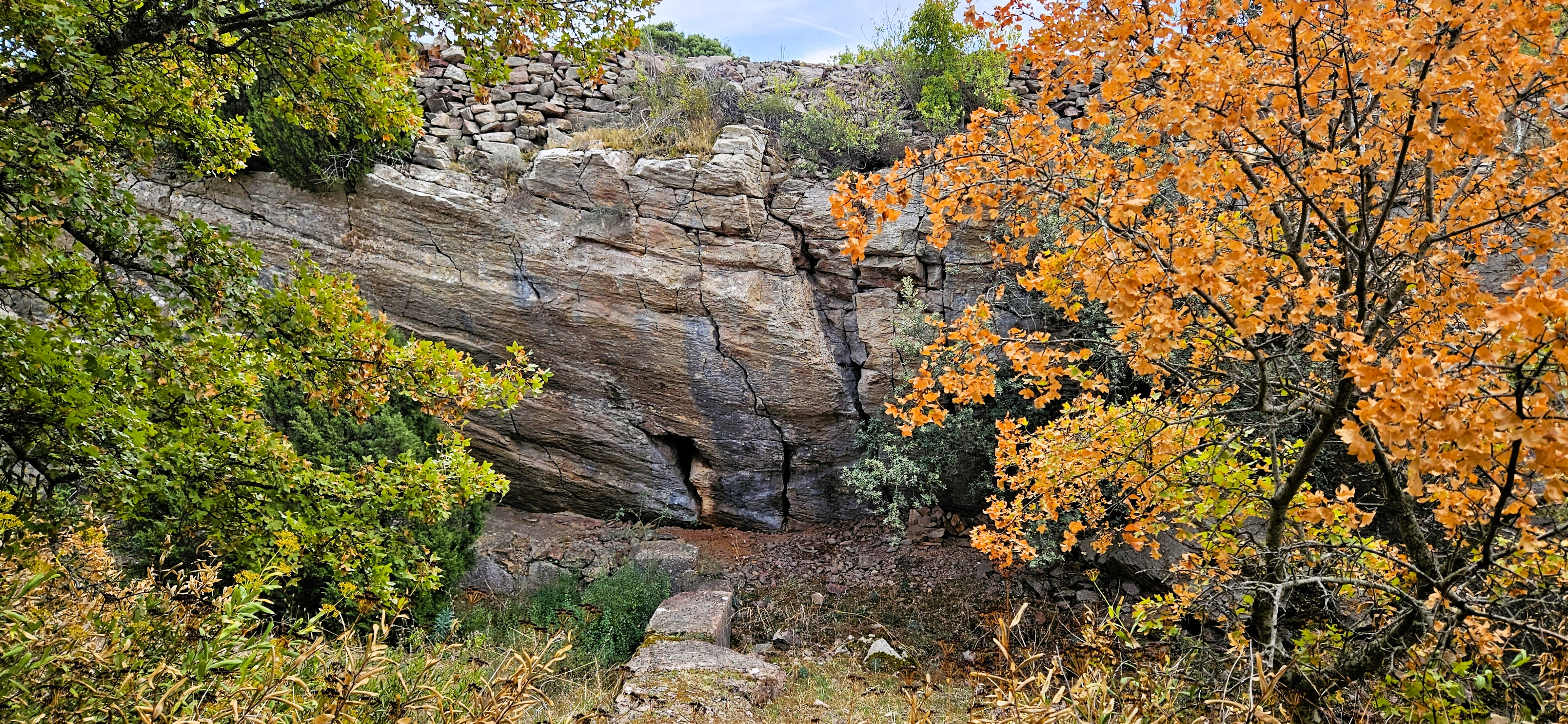
Ancienne carrière de marbre du moulin de Biot (2023)

- Dolmens du plateau de La Planette.
- Église de l'Assomption-de-Notre-Dame de Félines-Minervois datant du XVIIe siècle. Dans cette église est conservée une dalle gravée des Ve et VIe siècles. Elle était utilisée autrefois comme linteau d'une maison du village, elle constituait peut-être à l'origine un élément d'un chancel (clôture du chœur de l'église). Elle est ornée de croix, de rouelles, de fleurons, d'orants (personnages qui prient les bras levés), d'une facture très naïve.
- Ancienne carrière de marbre. Exploitée pour ses gisements de marbre turquin ou griotte du XVIIe au XVIIIe siècle.
- Ruines du château et du village de Ventajou. À partir du XIe siècle, la population s'est regroupée sous les pentes du château. Le village est desservi par l'église Saint-Nazaire à l'écart des habitations. Défendu dès le mois d'août 1209 par Pierre-Roger de Ventajou, les défenseurs de cette citadelle ont résisté jusqu'à fin juillet 1210. En représailles, Simon de Montfort a fait abattre son donjon. Le château de Ventajou est reconstruit peu après. Château et village ne sont abandonnés qu’au XIVe siècle, après la chevauchée du prince de Galles.

### Personnalités liées à la commune
- Pierre-Roger de Ventajou, seigneur et défenseur du château de Ventajou qui se soumit en 1210 à Simon de Montfort.
- Maison de Grave.
- François Anne Marcel Vidal (1786-1872), homme politique, député de l'Hérault.
- Marcel Lignières né à Félines-Minervois en 1868 et décédé à Saint-Chinian en 1972. Instituteur, directeur d'école à Béziers et Montpellier, membre de l'Escolo moundino et de la Cigalo lengadouciano dont il fut l'archiviste, membre correspondant de la Société Littéraire et archéologique de Béziers. Il a publié Bentajou (1899), Cours élémentaire de grammaire et d'éducation civique, en collaboration avec Moustier et Bru (1928), Charlotte (1931), Grammaire pratique de langue d'Oc (1951), l'arpo d'Eolo (1956), L'hérésie albigeoise et la croisade (1964), La crounico de Moussu Tailhavigno (ms.), Lou vouiage en enfer (ms.).